# 중랴오향

중랴오 향의 위치

중랴오향(중국어: 中寮鄉, 병음: Zhōngliáo Xiāng)은 중화민국 난터우 현의 향이다. 넓이는 146.6541km2이고, 인구는 2015년 8월 기준으로 15,412명이다.

## 지리
난터우 현의 중부에 위치하고 동쪽으로 궈싱 향, 수이리 향, 서쪽으로 난터우 시, 밍젠 향, 남쪽으로 지지 진, 북쪽으로 차오툰 진과 접한다. 동서 길이는 13.7km, 남북 길이는 11.5km이다. 해발 고도는 200~1264m이고 산지가 97.8%, 평지가 2.2%를 차지한다. 연평균 기온은 20°C이고 연평균 강수량은 2200mm이다.